# Sitzenhofen
Sitzenhofen ist eine Wüstung in Willstätt im Ortenaukreis in Baden-Württemberg.

## Geografische Lage
Sitzenhofen liegt in der heutigen Gemarkung von Legelshurst einem Ortsteil der Gemeinde Willstätt.

## Geschichte
Die älteste erhaltene Erwähnung von Sitzenhofen stammt von 1412. Dessen Bewohner waren nach Legelshurst eingepfarrt. Sitzenhofen war ein Allod der Herren von Lichtenberg. Wie es erworben wurde, ist unbekannt. Um 1330 kam es zu einer ersten Landesteilung zwischen Johann II. von Lichtenberg, aus der älteren Linie des Hauses, und Ludwig III. von Lichtenberg. Dabei fiel Sitzhofen in den Teil des Besitzes, der künftig von der älteren Linie verwaltet wurde. In der Herrschaft Lichtenberg war es dem Amt Willstätt zugeordnet, das im 14. Jahrhundert entstanden war.
Als 1480 mit Jakob von Lichtenberg das letzte männliche Mitglied des Hauses verstarb, ging das Erbe auf seine beiden Nichten, Anna von Lichtenberg (* 1442; † 1474) und Elisabeth von Lichtenberg über. Anna hatte 1458 den Grafen Philipp I. den Älteren von Hanau-Babenhausen (* 1417; † 1480) geheiratet, der eine kleine Sekundogenitur aus dem Bestand der Grafschaft Hanau erhalten hatte, um heiraten zu können. Durch die Heirat entstand die Grafschaft Hanau-Lichtenberg. Elisabeth heiratete Simon IV. Wecker von Zweibrücken-Bitsch. Das Lichtenberger Erbe wurde zwischen ihnen geteilt. Das Amt Willstätt und damit Sitzenhofen wurden dabei zu einem Kondominat zwischen beiden Erben.
Noch im 15. Jahrhundert fiel Sitzenhofen wüst.